# Andreas Kretzschmer
Franz Johann Carl Andreas Kretzschmer, född den 1 november 1775 i Stettin, död den 5 mars 1839 i Anklam, var en tysk musikskriftställare.
Kretzschmer erhöll i sin ungdom en sorgfällig uppfostran samt grundlig musikalisk bildning. Han lämnade i ungdomen sina juridiska studier för att ingå i krigstjänst och deltog i flera fälttåg. Vid sin död var han geheime krigsråd. Kretzschmer utgav (1833 i Stralsund) Ideen zu einer Theorie der Musik, i vilket arbete han byggde hela tonkonstens teori på akustiska och matematiska grunder. Han samlade även folkvisor och utgav tillsammans med bland andra Hans Ferdinand Massmann Deutsche Volkslieder mit ihren Original-Weisen (1838–1840). Kretzschmer var därjämte medarbetare i Leipziger allgemeine musikalische Zeitung.